# Trai Nimtawat
Trai Nimtawat (tiếng Thái: ตรัย นิ่มทวัฒน์, phiên âm: Tơ-rai Nim-tha-vát, sinh ngày 14 tháng 01 năm 2001) còn có biệt danh là Neo (tiếng Thái: นีโอ), là một diễn viên, vận động viên bóng rổ người Thái Lan. Anh bắt đầu được biết đến qua vai chính Gord trong phim 'Cause You're My Boy năm 2018, một bộ phim truyền hình được sản xuất bởi GMMTV.

## Tiểu sử
Trai Nimtawat sinh tại Bangkok, Thái Lan. Vào tháng 2 năm 2020, anh tốt nghiệp trung học phổ thông tại Bangkok Christian College. Hiện tại anh đang học tại Đại học Bangkok chuyên ngành Doanh nghiệp và quản lý.
Từ năm lớp 10, anh được GMMTV chiêu mộ qua một buổi dự thi và ký hợp đồng ngay sau đó với tư cách là diễn viên. Sau đó, anh ra mắt với bộ phim 'Cause You're My Boy vào năm 2018.
Ngoài sự nghiệp diễn xuất, anh còn là một vận động viên bóng rổ và là thành viên của đội tuyển bóng rổ trẻ Thái Lan tham dự ASEAN Schools Games 2018.

## Chương trình tham gia

### Phim truyền hình
| Năm  | Tên Phim                         | Vai                | Đài             | Ghi chú           | Nguồn |
| ---- | -------------------------------- | ------------------ | --------------- | ----------------- | ----- |
| 2018 | 'Cause You're My Boy             | Gord               | GMM One         | Vai chính         |       |
| 2018 | Our Skyy                         | Gord               | GMM 25, LINE TV | Vai phụ, tập 3    |       |
| 2019 | Wolf                             | Bank               | GMM 25, LINE TV | Vai phụ           |       |
| 2019 | Dark Blue Kiss                   | Gord               | GMM 25          | Khách mời, tập 10 |       |
| 2020 | Girl Next Room: Motorbike Baby   | Sky                | GMM 25          | Vai phụ           |       |
| 2020 | Girl Next Room: Midnight Fantasy | Sky                | GMM 25          | Vai phụ           |       |
| 2020 | Girl Next Room: Richy Rich       | Sky                | GMM 25          | Vai phụ           |       |
| 2020 | Girl Next Room: Security Love    | Sky                | GMM 25          | Vai phụ           |       |
| 2020 | Tonhon Chonlatee                 | Na                 | GMM 25          | Vai phụ           |       |
| 2021 | Fish Upon the Sky                | Dollawee / "Duean" | GMM 25          | Vai phụ           | [ 2 ] |
| 2022 | The Eclipse                      | Kanlong / Kan      | GMM 25          | Vai phụ           |       |
| 2022 | Vice Versa                       | Preecha / "Up"     | GMM 25          | Vai phụ           | [ 3 ] |
| 2022 | My Precious                      | Mai                | GMM 25          | Vai phụ           | [ 4 ] |
| 2023 | เพราะเธอคือรักแรก                  |                    |                 | Vai phụ           | [ 5 ] |
| 2023 | Cooking Crush                    | Fire               |                 | Vai phụ           | [ 6 ] |
| 2023 | Only Friends                     | Boston             |                 | Vai chính         | [ 7 ] |
| 2023 | Oursky2                          | Kanlong / Kan      |                 | Vai phụ           |       |

### Phim điện ảnh
| Năm  | Tên phim    | Vai | Ghi chú | Nguồn |
| ---- | ----------- | --- | ------- | ----- |
| 2023 | My Precious | Mai | Vai phụ | [ 8 ] |

### Truyền hình thực tế
| Năm  | Tên chương trình                    | Vai trò            | Đài             | Ghi chú            | Nguồn         |
| ---- | ----------------------------------- | ------------------ | --------------- | ------------------ | ------------- |
| 2018 | School Rangers                      | Khách mời          | GMM 25          | Tập 44-46, 167-168 |               |
| 2018 | Cougar on the Prowl Season 2        | Khách mời          | GMM 25, LINE TV | Tập 2              | [ 9 ]         |
| 2018 | How Well Do You Know Each Other     | Thành viên cố định | GMM One         | Dài 7 tập          |               |
| 2019 | Arm Share                           | Khách mời          | Youtube         | Tập 78, 82         | [ 10 ] [ 11 ] |
| 2020 | Off Gun Fun Night: Season 2 Special | Khách mời          | GMM 25          | Tập 6              |               |
| 2021 | Safe House                          | Thành viên cố định | Youtube         |                    |               |
| 2021 | Talk with ToeyS                     | Khách mời          | Youtube         | Tập 9              |               |
| 2021 | E.M.S Earth-Mix Space               | Khách mời          | Youtube         | Tập 34             |               |
| 2022 | Safe House 3                        | Thành viên cố định | Youtube         |                    |               |
| 2023 | School Rangers                      | Khách mời          | GMM 25          |                    |               |